# Pravděpodobnostní algoritmus
Pravděpodobnostní (náhodnostní) algoritmy jsou nedeterministické algoritmy, které se snaží najít řešení rychleji nebo řešení těžko řešitelných problémů, často tzv. NP-úplných problémů. Pravděpodobnostní algoritmus se může náhodně rozhodovat mezi různými možnostmi jak pokračovat. Pro stejný vstup může dávat takový algoritmus různé výsledky, které mohou být dokonce nesprávné. Mnohdy se tedy na daném vstupu spustí pravděpodobnostní algoritmus vícekrát, aby se s větší pravděpodobností dospělo ke správnému výsledku.

## Varianty pravděpodobnostních algoritmů
- Výpočetní strom je binární, v každém uzlu se provede hod mincí.
- V každém výpočetním uzlu je definováno pravděpodobnostní rozložení na hranách.
- Na začátku se vybere náhodně deterministický algoritmus, který provede výpočet.

Všechny tři varianty jsou ekvivalentní.